# Grindleford
Grindleford est une paroisse civile et un village du Derbyshire, dans les Midlands de l'Est de l'Angleterre.
Au recensement de 2011, sa population était de 909 habitants.
Il se trouve à une altitude de 150 m (492 pieds) dans la vallée de la rivière Derwent, dans le parc national du Peak District. Le pont de Grindleford, datant du XVIIe siècle traverse la Derwent à l'ouest du village.
À l'ouest de la vallée se trouve Sir William Hill, une colline haute de 429 mètres, et au sud-est se trouve l'escarpement de grès de Froggatt Edge.
Grindleford devient une paroisse en 1987, en fusionnant avec celles d'Eyam Woodlands, Stoke, Nether Padley et Upper Padley.
La ville la plus proche de Grindleford est Sheffield, dont le centre se trouve à environ 19 km. Par voie ferroviaire, Totley, en banlieue de Sheffield, se trouve à moins de quatre miles, de l'autre côté du tunnel de Totley, le deuxième plus long tunnel ferroviaire du Royaume-Uni. La gare de Grindleford (en réalité située à Upper Padley, à un demi-mile du village) se trouve à la sortie ouest du tunnel ferroviaire, sur la pittoresque Hope Valley Line entre Sheffield et Manchester.
Grindleford est apprécié des randonneurs et des grimpeurs en raison de sa proximité avec une grande variété de paysages, notamment des landes ouvertes, des vallées fluviales boisées (y compris les gorges de Padley), plusieurs escarpements de grès et la large vallée de Hope. Les principaux établissements d'intérêt sont le Sir William Hotel, le Maynard Hotel and Bar, le National Trust Longshaw Estate Visitor Centre et le Grindleford Station Cafe, dans l'ancien bâtiment de la gare.